# Das Schwarze Auge: Memoria
Das Schwarze Auge: Memoria (englisch: The Dark Eye: Memoria) ist ein Point-and-Click-Adventure des deutschen Entwicklers und Publishers Daedalic Entertainment. Es ist der Nachfolger zu Das Schwarze Auge: Satinavs Ketten und erschien am 30. August 2013.

## Handlung
Das Spiel verfolgt zwei Handlungsfäden in der Spielwelt Aventurien. Eine der beiden Hauptfiguren ist Geron, der schon im ersten Teil Satinavs Ketten der Hauptcharakter war und der diesmal eine Möglichkeit sucht, seine Freundin, die in einen Raben verwandelte Fee Nuri, zurückzuverwandeln. Auf seinem Weg begegnet er dem fahrenden Händler Fahi, der Geron diese Rückverwandlung verspricht, falls dieser das Geheimnis um das Verschwinden von Prinzessin Sadja vor 500 Jahren für ihn lösen kann. Im zweiten Handlungsstrang spielt man jene Prinzessin Sadja aus Fasar, die zur Zeit der Magierkriege versucht, an der Schlacht in der Gorischen Wüste gegen den Dämonenmeister teilzunehmen.

## Charaktere
| Charakter | Sprecher              | Rolle                                              |
| --------- | --------------------- | -------------------------------------------------- |
| Geron     | Sascha Draeger        | Hauptcharakter, Vogelfänger in Andergast.          |
| Nuri      | Stephanie Kirchberger | In einen Raben verwandelte Fee, Begleiterin Gerons |
| Sadja     | Manuela Bäcker        | Hauptcharakter, Prinzessin aus Fasar               |
| Stab      | Timur Işık            | Magischer sprechender Stab, Begleiter Sadjas       |
| Fahi      | Joshy Peters          | Fahrender Händler                                  |

## Spielprinzip und Technik
Memoria folgt dem gängigen Adventure-Spielprinzip. Das Spiel ist szenisch aufgebaut mit handgemalten 2D-Hintergrundkulissen, vor denen die animierten Spielfiguren interagieren. Der Spieler steuert Geron und Sadja indirekt mit Hilfe einer Point&Click-Steuerung. Im Laufe des Spieles gilt es diverse Rätsel zu lösen, darunter fallen genreübliche Dialog-, Gegenstands- und Kombinationsrätsel. Eine Besonderheit ist Gerons magische Fähigkeit, Gegenstände magisch zertrümmern und wieder reparieren zu können. Prinzessin Sadja kann einige Zauber sprechen.

## Produktionsnotizen
Im Gegensatz zum Vorgänger Satinavs Ketten war Memoria bei der Erstveröffentlichung nicht an die Online-Distributionsplattform Steam gebunden, was damals zu Unmutsbekundungen geführt hatte.

## Rezeption
Memoria erhielt vorwiegend positive Bewertungen. Die Rezensionsdatenbank Metacritic aggregiert 43 Rezensionen zu einem Mittelwert von 79. Das Fachmagazin Adventure-Treff lobte „abwechslungsreiche, intelligente Rätsel und eine spannende, gut erzählte, und in sich schlüssige Geschichte“ und bezeichnete Memoria als „eines der besten Adventures der letzten Zeit“. Die GameStar lobte Grafik, Vertonung und Atmosphäre des Spiels und kritisierte primär teils steife Animationen und den geringen Wiederspielwert.